# 2,3,3,3-tetrafluorpropen
2,3,3,3-tetrafluorpropen (též R-1234yf nebo HFO-1234yf) je fluorovaný derivát alkenu se vzorcem CH2=CFCF3. Používá se jako náhrada za chladivo R-134a ve automobilových klimatizačních systémech.
Je prvním z nové třídy chladiv majících potenciál globálního oteplování (PGO) 335x nižší než dosud běžně používané chladivo R-134a (ovšem stále čtyřikrát vyšší než alternativní substitut R-744, tedy oxid uhličitý) a jeho životnost v atmosféře je 400krát kratší. Byl vyvinut pro splnění evropské směrnice 2006/40/EC, která vstoupila v účinnost v roce 2011 a požaduje, aby všechny nové automobily uváděné na trh v EU používaly chladiva s PGO nižším než 150.
R-1234yf, se stoletým PGO rovným 4, lze použít jako „téměř přímou náhradu“ chladiva R-134, které se dosud v automobilových klimatizacích používalo a jeho PGO je 1430. To znamená, že výrobci automobilů nemusejí pro jeho použití nijak významně upravovat své výrobní linky ani konstrukci vozidel. R-1234yf má ze všech alternativ R-134a nejnižší náklady na změnu chladiva, byť jsou počáteční náklady mnohem vyšší než u R-134a. S novým chladivem lze při opravách nakládat stejně jako s tím původním, potřebuje však jiné plnicí zařízení. Jedním z důvodů je hořlavost R-1234yf. Na kompatibilitu chladiv má vliv také volba mazacího oleje. Aktuálně používaný olej poškozuje plasty a hliník, je také zdraví škodlivý (způsobuje mj. sucho v ústech, bolesti v krku a vyrážku).
Krátce po potvrzení automobilek, že začnou R-1234yf používat jako náhradu R-134a v klimatizačních systémech vozidel, ohlásily firmy Honeywell a DuPont, že společně vybudují závod na výrobu nového chladiva; závod je již v provozu. Také jiní výrobci tvrdí, že jsou schopni vyrábět a dodávat R-1234yf, ovšem většinu nebo všechny patenty na jeho výrobu drží uvedené dvě firmy.
23. července 2010 oznámila firma General Motors, že s používáním R-1234yf začne u vozů značek Chevrolet, Buick, GMC a Cadillac v roce 2013.
Přestože je látka klasifikována ASHRAE jako mírně hořlavá, léta testů SAE prokázaly, že se za běžných podmínek ve vozidle nevznítí. Bezpečnost při použití ve vozidle ověřily i další nezávislé autority a některé z nich uvedly, že je R-1234yf stejně bezpečný jako dosud používaný R-134a. V atmosféře se R-1234yf rozkládá na kyselinu trifluoroctovou, silnou organickou kyselinu, která je mírně fytotoxická. Mechanismus degradace ve vodě není znám. V ohni se může uvolňovat velmi žíravý a toxický fluorovodík.
Automobilka Mercedes-Benz však chladivo R-1234yf používat nechce a v USA kvůli tomu organizuje svolávací akci, při které bude chladivo vyměněno za starší R-134a. Důvodem jsou extrémní testy, které automobilka provedla a které ukazují na riziko požáru při silných čelních nárazech.